# Adrian Zeljković
Adrian Zeljković (Žalec, 19 agosto 2002) è un calciatore sloveno, centrocampista dello Spartak Trnava e della nazionale slovena.

## Carriera

### Club
Cresciuto nel settore giovanile del Celje, il 21 agosto 2020 passa all'Olimpia Lubiana, con cui esordisce tra i professionisti il 3 novembre, nella partita di campionato vinta per 0-2 contro il Gorica. Il 3 luglio 2021 si trasferisce al Tabor Sežana; il 17 luglio 2023 viene acquistato dallo Spartak Trnava, con cui firma un quadriennale.

### Nazionale
Ha giocato nelle nazionali giovanili slovene Under-17 ed Under-21.
Il 20 gennaio 2024 fa il suo esordio in nazionale maggiore, nella gara amichevole gara vinta 0-1 contro gli USA.

## Statistiche

### Presenze e reti nei club
Statistiche aggiornate al 7 ottobre 2023.
| Stagione            | Squadra             | Campionato          | Campionato | Campionato | Coppe nazionali | Coppe nazionali | Coppe nazionali | Coppe continentali | Coppe continentali | Coppe continentali | Altre coppe | Altre coppe | Altre coppe | Totale | Totale |
| Stagione            | Squadra             | Comp                | Pres       | Reti       | Comp            | Pres            | Reti            | Comp               | Pres               | Reti               | Comp        | Pres        | Reti        | Pres   | Reti   |
| ------------------- | ------------------- | ------------------- | ---------- | ---------- | --------------- | --------------- | --------------- | ------------------ | ------------------ | ------------------ | ----------- | ----------- | ----------- | ------ | ------ |
| 2020-2021           | Olimpia Lubiana     | 1.SNL               | 4          | 0          | CS              | 0               | 0               | -                  | -                  | -                  | -           | -           | -           | 4      | 0      |
| 2021-2022           | Tabor Sežana        | 1.SNL               | 7+2        | 0          | CS              | 0               | 0               | -                  | -                  | -                  | -           | -           | -           | 9      | 0      |
| 2022-2023           | Tabor Sežana        | 1.SNL               | 30         | 1          | CS              | 2               | 0               | -                  | -                  | -                  | -           | -           | -           | 32     | 1      |
| Totale Tabor Sežana | Totale Tabor Sežana | Totale Tabor Sežana | 37+2       | 1          |                 | 2               | 0               |                    | -                  | -                  |             | -           | -           | 41     | 1      |
| 2023-2024           | Spartak Trnava      | SL                  | 6          | 0          | CS              | 0               | 0               | UECL               | 8                  | 0                  | -           | -           | -           | 14     | 0      |
| Totale carriera     | Totale carriera     | Totale carriera     | 47+2       | 1          |                 | 2               | 0               |                    | 8                  | 0                  |             | -           | -           | 59     | 1      |

### Cronologia presenze e reti in nazionale
| Cronologia completa delle presenze e delle reti in nazionale ― Stati Uniti | Cronologia completa delle presenze e delle reti in nazionale ― Stati Uniti | Cronologia completa delle presenze e delle reti in nazionale ― Stati Uniti | Cronologia completa delle presenze e delle reti in nazionale ― Stati Uniti | Cronologia completa delle presenze e delle reti in nazionale ― Stati Uniti | Cronologia completa delle presenze e delle reti in nazionale ― Stati Uniti | Cronologia completa delle presenze e delle reti in nazionale ― Stati Uniti | Cronologia completa delle presenze e delle reti in nazionale ― Stati Uniti |
| Data                                                                       | Città                                                                      | In casa                                                                    | Risultato                                                                  | Ospiti                                                                     | Competizione                                                               | Reti                                                                       | Note                                                                       |
| -------------------------------------------------------------------------- | -------------------------------------------------------------------------- | -------------------------------------------------------------------------- | -------------------------------------------------------------------------- | -------------------------------------------------------------------------- | -------------------------------------------------------------------------- | -------------------------------------------------------------------------- | -------------------------------------------------------------------------- |
| 20-1-2024                                                                  | San Antonio                                                                | Stati Uniti                                                                | 0 – 1                                                                      | Slovenia                                                                   | Amichevole                                                                 | -                                                                          | 65’                                                                        |
| 20-3-2025                                                                  | Bratislava                                                                 | Slovacchia                                                                 | 0 – 0                                                                      | Slovenia                                                                   | UEFA Nations League 2024-2025 - Play-off                                   | -                                                                          | 90’                                                                        |
| 23-3-2025                                                                  | Lubiana                                                                    | Slovenia                                                                   | 1 – 0 dts                                                                  | Slovacchia                                                                 | UEFA Nations League 2024-2025 - Play-off                                   | -                                                                          | 120+1’                                                                     |
| Totale                                                                     |                                                                            | Presenze                                                                   | 3                                                                          |                                                                            | Reti                                                                       | 0                                                                          |                                                                            |

## Palmarès

### Club

#### Competizioni nazionali
- Coppa di Slovacchia: 1

Spartak Trnava: 2024-2025